# Бернд Штанге
Бернд Штанге (нім. Bernd Stange, нар. 14 березня 1948, Гнашвіц) — німецький (до 1990 року  — східнонімецький) футбольний тренер, відомий роботою з низкою клубних команд і збірних.

## Ігрова кар'єра
Виступав за команди «Хемі» (Гнашвіц), «Форвертс» (Баутцен) та ДХфК (Лейпциг), проте значних успіхів не досяг і в ранньому віці завершив ігрову кар'єру, зосередившись на тренерській.

## Кар'єра тренера
Розпочав тренерську кар'єру відразу ж по завершенні кар'єри гравця, 1970 року як тренер молодіжної команди «Карл Цейс». З наступного року став асистентом головного тренера основної команди Ганса Меєра, з яким єнський клуб здобув перемоги в чемпіонаті НДР 1972 і 1975 років, а також здобував кубок НДР в 1973 і 1974 роках).
З 1978 року Штанге став працювати в збірних НДР. Спочатку як тренер молодіжної збірної, потім як асистент тренера в національній збірній НДР, з 1982 року очолював олімпійську збірну НДР, а у 1984—1988 роках нарешті був головним тренером національної збірної НДР.

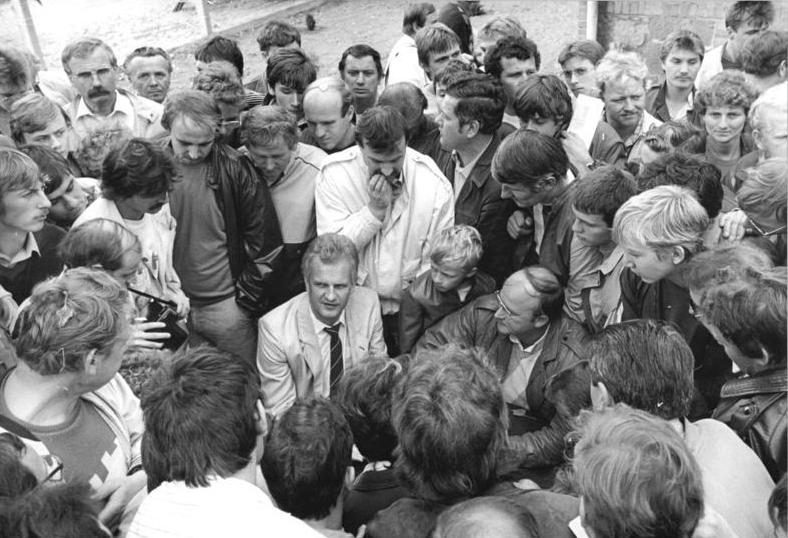
Бернд Штанге (у центрі) на зустрічі з уболівальниками. 7 жовтня 1986 року

1988 року повернувся в «Карл Цейс», де працював до 1991 року, поки не відбулося об'єднання чемпіонатів НДР і ФРН, через що клуб опинився у Другій бундеслізі.
1991 року Штанге стає наставником берлінської «Герти», а вже наступного року — тренером «Лейпцига», проте в обох клубах у тренера з результатом не склалося. Через це Штанге вирішив працювати з іноземними командами.
Першою іноземною командою, яку очолив Бернд, став дніпропетровський «Дніпро» (1995). За неповних півтора сезони під керівництвом Бернда дніпряни взяли дві бронзові медалі та дісталися до фіналу Кубка України, в якому у драматичній серії післяматчевих пенальті поступилися донецькому «Шахтарю». Саме за Штанге «Дніпро» вперше за часів незалежності поїхав на далекі закордонні збори, причому з Бразилії команда повернулася з Луїсом Емерсоном, першим в історії українського чемпіонату бразильським легіонером. А співвітчизник Бернда Андреас Зассен, атакуючий півзахисник з Бундесліги, став першим німцем української вищої ліги.
Влітку 1996 року, після другої поспіль «бронзи», спонсори дніпропетровської команди «Інтергаз» та корпорація «Республіка» ініціювали «перекидання» в «ЦСКА-Борисфен» Штанге та восьми його найбільш зоряних підопічних (Євтушок, Віктор Скрипник, Сергій Ковалець, Сергій Мізін, Андрій Полунін, Сергій Нагорняк, Володимир Шаран та Олександр Паляниця, всі з досвідом гри в національній збірній Україні). Штанге проводив з командою заняття в Австрії, коли в результаті внутрішньоклубних пертурбацій влада в «ЦСКА-Борисфені» змінилася. За кілька днів до старту нового чемпіонату, в якому посиленою київській команді під керівництвом іноземного фахівця відводилася роль одного з фаворитів, стало відомо, що клубу вже немає. Футболістів довелося оперативно влаштовувати по інших клубах України, чим Бернд, маючи великі зв'язки, і зайнявся. Так Скрипник та Полунін опинилися в Німеччині («Вердер» та «Нюрнберг» відповідно), Ковалець — в нідерландському «Твенте», а Євтушок — в англійському «Ковентрі Сіті». Самого Штанге запрошували назад в «Дніпро», але він відмовився, пославшись на те, що там уже працює новий тренер В'ячеслав Грозний, і змінити його буде неетично.
1997 року Бернд знову очолив «Карл Цейс», але пропрацювавши лише один рік, покинув команду, ставши наставником австралійського «Перт Глорі», привів його до перемоги в регулярній першості 2000 року, проте Суперкубок Австралії їм завоювати не вдалося. За час роботи Штанге отримав австралійське громадянство.
2001 року Штанге очолив збірну Оману, але не протримався там і трьох місяців. Наступною стала збірна Іраку, але через війну в Іраку він так і не зміг повноцінно працювати з командою.
2005 року Бернд став наставником кіпрського клубу «Аполлон» та привів його до перемоги в національному чемпіонаті 2005/06, а потім і в боротьбі за Суперкубок Кіпру. Але термін контракту закінчувався, продовжити його не було можливості, а незабаром «Аполлон» став програвати. Штанге залишив посаду тренера ще до закінчення терміну дії контракту.
З 2007 по 2011 рік Штанге тренував національну збірну Білорусі. Хоча кваліфікацію Євро-2008 пройти не вдалося, білоруси посіли 4-е місце в групі, перемігши голландців в останньому матчі. Не вдалося пройти кваліфікацію і на чемпіонат світу в Південній Африці — білоруси потрапили у важку групу з Англією, Україною, Хорватією, Казахстаном та Андоррою. Білоруси стали знову четвертими, випередивши лише Казахстан та Андорру. Незважаючи на непереконливий результат, Штанге продовжив контракт ще на 2 роки, однак після провалу кваліфікації на ЧЄ-2012 залишив збірну Білорусі.
З травня 2013 до квітня 2016 року очолював тренерський штаб національної збірної Сінгапуру.
Влітку 2016 року оголосив про завершення тренерської кар'єри, проте вже на початку 2018 року був представлений новим головним тренером національної збірної Сирії, яку готував до участі у Кубку Азії 2019 року. На континентальній першості керував діями сирійської команди у перших двох іграх групового етапу, в яких вона спочатку не змогла здолати збірну Палестини (0:0), а згодом програла 0:2 йорданцям. Після останньої поразки німецького тренера було звільнено, і до останньої гри групового етапу команду вже готував його наступник Фаджр Ібрагім.

## Досягнення
- Віце-чемпіон НДР: 1973, 1974, 1975
- Володар Кубка НДР: 1972, 1974
- Бронзовий призер чемпіонату України: 1995, 1996
- Віце-чемпіон Австралії: 2000
- Чемпіон Кіпру: 2006
- Володар Суперкубка Кіпру: 2006